# Цецора (комуна)
Цецора, Цуцора (рум. Țuțora) — комуна у повіті Ясси в Румунії. До складу комуни входять такі села (дані про населення за 2002 рік):
- Кіперешть (327 осіб)
- Опрішень (705 осіб)
- Цецора (1087 осіб)

Комуна розташована на відстані 327 км на північний схід від Бухареста, 15 км на схід від Ясс.

## Населення
За даними перепису населення 2002 року у комуні проживали 2119 осіб, усі — румуни. Усі жителі комуни рідною мовою назвали румунську.
Склад населення комуни за віросповіданням:
| Релігія       | Кількість осіб | Відсоток |
| ------------- | -------------- | -------- |
| православні   | 2115           | 99,8%    |
| старообрядці  | 2              | 0,1%     |
| римо-католики | 1              | < 0,1%   |
| лютерани      | 1              | < 0,1%   |